# War es die große Liebe?
War es die große Liebe? ist ein aus drei Episoden bestehendes, US-amerikanisches Liebesfilm-Melodram aus dem Jahre 1952 von Gottfried Reinhardt (zwei Episoden) und Vincente Minnelli (eine Episode) mit Kirk Douglas, Pier Angeli, Leslie Caron, Farley Granger, James Mason und Moira Shearer in den Hauptrollen.

## Handlung
Die drei Geschichten beginnen und enden auf ein und demselben Handlungsort: einem Passagierschiff, das über den Atlantik kreuzt.
Der eifersüchtige Liebhaber
Auf diesem Ozeandampfer reflektiert der französische Ballett-Impresario Charles Coudray über die Ereignisse, die zu der einzigen Aufführung eines neuen Balletts seiner Londoner Truppe geführt haben: Bei einem Vortanzen bricht die Ballerina Paula Woodward plötzlich zusammen. Ihre Tante Lydia konsultiert einen Arzt, der sagt, dass Paula ein Herzleiden hat und ihr Leben gefährden würde, wenn sie weiter tanzt. Paula zieht sich von der Bühne zurück, aber eines Abends, nachdem sie eine Aufführung von Charles Künstlertruppe gesehen hat, nähert sie sich zögerlich der leeren Bühne und beginnt, sich erst langsam zu bewegen, und verliert sich dann Schritt für Schritt in einem ausdrucksstarken Tanz. Paula wird von dem unerbittlichen Charles unterbrochen, der sie aus dem Dunkel heraus beobachtet hat.
Inspiriert von ihrer Kunstfertigkeit bittet Charles Paula, ihn in sein Atelier zu begleiten, und als sie widerwillig ablehnt, bietet er ihr an, sie mit nach Hause zu nehmen. Im Auto erkennt Charles, dass er Paula bereits vom Vortanzen kennt, und als sie über ihre Liebe zum Tanz sprechen, stimmt sie impulsiv zu, mit ihm zusammenzuarbeiten. Sie fahren zu Charles’ elegantem Heim, und Paula präsentiert erneut ihren früheren Auftritt. Die Anstrengung ist ihr jedoch augenblicklich anzumerken und alarmiert Charles, der sich in der Zwischenzeit in sie verliebt hat. Paula versichert ihm, dass sie immer bei ihm sein wird. Die junge Frau kehrt strahlend nach Hause zurück und erzählt ihrer Tante, was passiert ist. Als sie mehrere Stufen einer Treppe emporsteigt, bricht Paula jedoch zusammen und stirbt. Wieder auf dem Schiff, bleibt Charles allein mit seinen traurigen Gedanken zurück.
Mademoiselle
Ein anderer Passagier auf demselben Schiff ist ein noch sehr junges französisches Fräulein, lediglich stets „Mademoiselle“ genannt. Sie hört zufällig ein Gespräch einer Gouvernante mit einem ihrer Schützlinge mit und erinnert sich an ihre eigenen Erfahrungen als Gouvernante im vergangenen Sommer: In einem Luxushotel in Rom müht sich der elfjährige Thomas Clayton Campbell junior redlich unter der Anleitung seiner Gouvernante Mademoiselle Französisch zu lernen und diese liest ihm aus diesem Grund schmalzige Gedichte vor. Eines Nachts, im Park, trifft Tommy einen älteren Jungen namens Terry, der ihm erzählt, dass die alte Hazel Pennicott, die im Anbau des Hotels wohnt, eine Hexe ist. Obwohl er skeptisch ist, geht Tommy mit Terry dorthin, um die alte Frau auszuspionieren. Von der Hänseleien des älteren Jungen provoziert, nähert sich Tommy zaghaft Mrs. Pennicott und bittet sie, ihn in einen erwachsenen Mann zu verwandeln, damit er keine Gouvernante mehr haben muss. Mrs. Pennicott erklärt sich dazu bereit, die Verwandlung vorübergehend vorzunehmen und überreicht Tommy eine Hälfte eines verzauberten Bandes, zusammen mit der Anweisung, um 20 Uhr ihren Namen zu nennen und spätestens bis Mitternacht wieder im Bett zu sein.
Am selbigen Abend, nach einem Streit mit Mademoiselle, steigt Tommy ins Bett, spricht die Zauberformel und verwandelt sich in einen attraktiven jungen Mann. Im Smoking und mit seinen wenigen Ersparnissen geht Tommy in die Hotelbar, wo er von seinem ersten Drink enttäuscht ist. Dann geht er am Kolosseum spazieren, wo er auf Mademoiselle trifft. Jetzt kann er auch gut Französisch sprechen, und beide beginnen einander zu mögen. Es gibt eine starke Anziehungskraft zwischen ihnen, und während sie den Rest des Abends damit verbringen, durch das Kolosseum zu schlendern und sich zu küssen, erkennt Tommy, dass die Jugend viel zu schnell vorbeigeht. Als die Uhr zu schlagen beginnt, flieht Tommy und verspricht hastig, sich am nächsten Morgen am Bahnhof von Mademoiselle zu verabschieden. Am nächsten Tag wird Tommy, wieder im Kindesalter, mit seinen Eltern am Bahnhof vereint, und Mademoiselle teilt der Familie plötzlich mit, dass sie bleiben werde. Tommy eilt aus dem Zug und drückt seine Zuneigung zu Mademoiselle auf Französisch aus. Nachdem der Zug abgefahren ist, trifft Mademoiselle auf Mrs. Pennicott, die der jungen Frau versichert, dass die Liebe sie finden wird, und gibt ihr die andere Hälfte des verzauberten Bandes. Zurück auf dem Schiff, trifft Mademoiselle auf einen hübschen Mann, der ihr erzählt, dass er sie am Bahnhof in Rom gesehen und seitdem stets an sie gedacht hat.
Equilibrium
Der Zirkusartist Pierre Narval beugt sich über das Geländer des Passagierschiffes und denkt an die jüngsten Veränderungen in seinem Leben zurück: In Paris rettete er eine junge Frau, Nina Burkhardt, die in selbstmörderischer Absicht von einer Brücke gesprungen war. Da Pierre sie fortan nicht mehr aus dem Kopf bekommt, besucht er die verzweifelte Nina im Krankenhaus und gibt ihr seine Adresse. Eines Tages verkündet Pierre seinen Freunden, dass er seine Karriere als Trapezkünstler wieder aufnehmen will. Sie erinnern ihn daran, dass seine Leidenschaft für gefährliche Risiken zum Tod seiner Partnerin vor zwei Jahren geführt hatte. Nina ruft Pierre an, als sie aus dem Krankenhaus kommt. Pierre, der viel für das Mädchen empfindet, bittet sie, seine Partnerin am Trapez zu werden. Unter Pierres Aufsicht beginnt Nina ein anstrengendes Trainingsprogramm und verrät schließlich, dass sie und ihr verstorbener Mann Walter in einem Konzentrationslager waren. Nina wurde zuerst freigelassen, Walter hingegen ermordet. Er hatte von ihr einen Brief erhalten, in dem sie ihn bat, keinen Fluchtversuch zu unternehmen. Dieses Schreiben gelangte durch einen Kollaborateur in die Hände der Nazis.
Eines Tages kommt Nina nach Hause und trifft einen Mann aus gemeinsamen Zeit im Konzentrationslager. Sie verfällt nach dem Besuch in eine tiefe Depression und zeigt Pierre die Schachtel, die ihr der Mann übergeben hatte. Darin befanden sich Schachfiguren, die Walter im Lager geschnitzt hatte. Nina sagt, dass der Mann gefoltert wurde, um Walter zu verraten, was er dann auch tat. Doch Walter vergab ihm, ehe er starb. Pierre, der sich immer noch für den Tod seiner ehemaligen Lebensgefährtin verantwortlich macht, fordert Nina auf, sich auch selbst zu vergeben, und schwört, dass er alles für sie tun werde. Später, bei einer wichtigen Vorführung vor dem US-amerikanischen Zirkusbesitzer William Cyrus, führen Pierre und Nina ihren Trapezakt fehlerfrei auf, sind aber besorgt, denn für das Finale haben sie eine riskante Nummer namens „Todestauchgang“ vorgesehen. Kurz bevor sie den Akt vorführen, verlangt Cyrus, dass das Sicherheitsnetz entfernt wird. Pierre weigert sich, aber Nina besteht darauf, dass sie weitermachen. Pierre und Nina führen das gefährliche Manöver erfolgreich durch und gehen dann ohne Worte ineinander verschlungen hinaus. Auf dem Schiff lächelt Pierre erinnerungstrunken, als Nina an seiner Seite erscheint.

## Produktionsnotizen
Die Dreharbeiten zu den drei Episoden von War es die große Liebe? fanden im Januar/Februar 1952 für Mademoiselle statt. Reinhardt drehte seine beiden Episoden Der eifersüchtige Liebhaber und Equilibrium im Februar/März 1952 bzw. im Juni/Juli 1952. Die Weltpremiere aller drei Episoden fand in New York am 5. März 1953 statt, Massenstart war am 26. Juni 1953. In Deutschland konnte man War es die große Liebe? erstmals am 22. Dezember 1953 sehen.
Helen Rose entwarf die Kostüme. William Tuttle war der Maskenbildner. Douglas Shearer der Tontechniker. Nick Cravat, ein enger Freund Burt Lancasters, war Stuntdouble von Kirk Douglas. Es wird auch klassische Musik von Sergej Rachmaninow gespielt.
Es gab eine Nominierung für den Oscar in der Kategorie Beste Filmbauten/Beste Ausstattung, die an Cedric Gibbons (MGM-Chefarchitekt) und Edwin B. Willis (MGM-Chefausstatter) und beider Crews, bestehend aus E. Preston Ames, Edward C. Carfagno und Gabriel Scognamillo (Szenenbildner) sowie F. Keogh Gleason, Arthur Krams und Jack D. Moore (Ausstatter) ging.

## Synchronisation
| Rolle                       | Darsteller      | Synchronsprecher       |
| --------------------------- | --------------- | ---------------------- |
| Charles Coudray             | James Mason     | Ernst Fritz Fürbringer |
| Paula Woodward              | Moira Shearer   | Gisela Hoeter          |
| Tante Lydia                 | Agnes Moorehead | Roma Bahn              |
| Mademoiselle                | Leslie Caron    | Maria Körber           |
| Thomas Clayton Campbell jr. | Farley Granger  | Eckart Dux             |
| Mrs. Hazel Pennicott        | Ethel Barrymore | Agnes Windeck          |
| Mrs. Campbell               | Paula Raymond   | Tilly Lauenstein       |
| Pierre Narval               | Kirk Douglas    | Carl Raddatz           |

## Kritiken
Bosley Crowther schrieb in der New York Times: „Diese „Story of Three Loves“ ist eine schillernde Ansammlung modischer Stars, modischer kontinentaler Landschaft und eher prätentiös eleganter Haltung. (…) Es ist nicht der beste Film des Jahres.“

„Bemerkenswert inszeniert und subtil dargestellt.“

Der Movie & Video Guide verortete hier ein „Bittersüßes Trio von Liebesgeschichten“.
Halliwell‘s Film Guide urteilte: „Drei Happen altmodischen Kitsches, einer tragisch, einer schrullig, einer melodramatisch. Alles ziemlich langsam und langweilig, obwohl gut produziert.“